# Adolfo Farsari
Adolfo Farsari (11 de fevereiro de 1841 - 7 de fevereiro de 1898) foi um fotógrafo italiano que viveu no Japão.
Após uma breve carreira militar, com uma participação na Guerra de Secessão nos Estados Unidos, exilou-se no Japão e lançou-se pouco a pouco na fotografia. As suas fotos foram bastante apreciadas, principalmente os retratos e paisagens, pintados à mão, que ele vendia maioritariamente aos estrangeiros de passagem pelo Japão ou que lá viviam. As fotografias de Farsari foram bastante divulgadas, apresentadas e mencionadas nos livros e periódicos da especialidade, tendo sido por várias vezes recriadas por artistas em outros suportes. Mostravam como o país do sol era visto pelo exterior e, em certa medida, influenciaram na forma como os japoneses se viam eles próprios ou como viam o seu país. O estúdio fotográfico de Farsari, na época o mais antigo pertencente a um estrangeiro no Japão, foi um dos mais importantes e prolíferos do país.
Graças à sua técnica e ao seu empreendorismo, Adolfo Farsari teve uma significativa influência no desenvolvimento da fotografia no Japão.

## Biografia

### Primeiros anos
Adolfo Farsari nasceu a 11 de fevereiro de 1841 na cidade de Vicente (então parte do Império Austríaco, hoje pertencente à Itália). Entrou para o exército italiano em 1859 (com dezoito anos de idade), mas quatro anos mais tarde, em 1863, emigra para os Estados Unidos, então em plena guerra de Secessão. Farsari, como fervoroso anti-escravagista, junta-se ao exército da União como voluntário no Estado de Nova Iorque, e lutou até ao final da guerra. Casa-se com uma americana mas o casamento falha e, em 1873, deixa a mulher e os seus dois filhos, partindo para o Japão.
Em Yokohama, associa-se a E. A. Sargent e cria a empresa "Sargent, Farsari & Co.", vendendo acessórios para fumadores, cartões de visita, jornais, livros, dicionários, guias, mapas geográficos e fotografias do Japão. Farsari foi o autor de alguns dos mapas, como o de Miyanoxita (na região turística de Hakone) e o de Yokohama Após a sua separação da sociedade com Sargent, a sociedade passou a se denominar "A. Farsari & Co.". Publicou várias edições do "Guia do Japão de Keeling" e o próprio Farsari realizou e publicou "Palavras e frases japonesas para utilização de estrangeiros". A empresa tornou-se uma das editoras mais prolífera de produtos destinados a ajudar os viajantes, tendo produzido o seu primeiro guia do Japão em julho de 1880.

### Fotografia
Farsari alarga o seu comércio ao das fotografias e, em 1883, aprende ele mesmo a criá-las. Em 1885 associa-se ao fotógrafo Kozaburō Tamamura para adquirir o estúdio "Stillfried & Andersen" (também denominada "Associação fotográfica japonesa") que empregava 15 pessoas.  Ignora-se quanto tempo durou a associação entre Tamamura e Farsari, mas foram vários anos antes de serem concorrentes um do outro. Farsari adquire, em 1885, a "Companhia fotográfica de Yokohama", uma sociedade em falência de um certo David Welsh, mas que se encontrava localizada perto da sua empresa. Além de seu estúdio em Yokohama, Farsari tinha também agentes em Kobé e Nagasaki. Nos finais de 1886, Farsari e o fotógrafo chinês Tong Cheong eram os últimos fotógrafos estrangeiros ainda em atividade no Japão, mas no ano seguinte Farsari já era o último.
Em fevereiro de 1886 um incêndia destruiu todos os negativos de Farsari. Só voltaria a abrir em 1887. Apesar das perdas devido ao incêndio, Farsari tinha, em 1889, mais de 1000 fotografias de retratos e de paisagens japoneses.

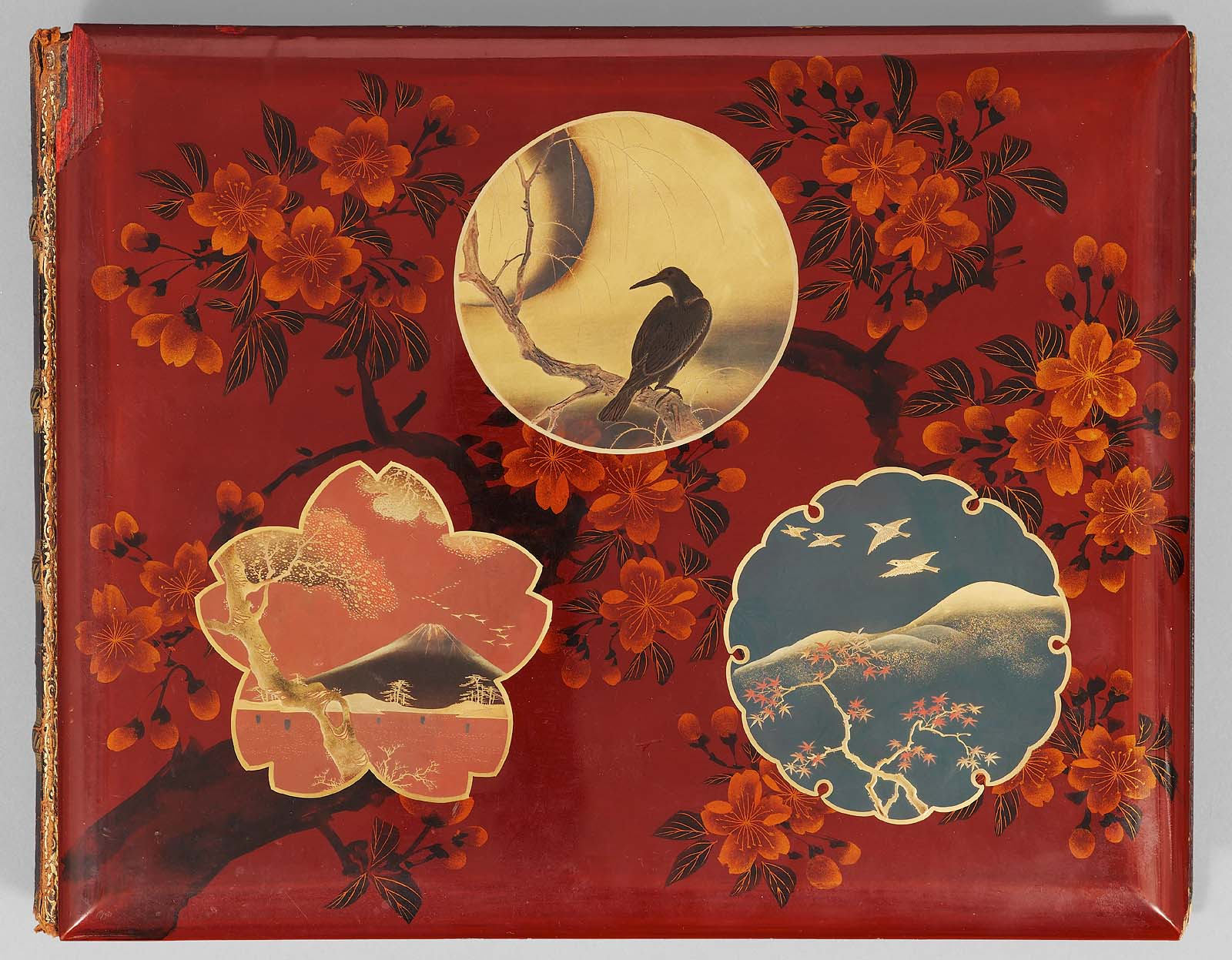
Capa de um álbum de A. Farsari & Co., de cerca de 1890.

Perante as inovações de Felice Beato e do barão Raimund von Stillfried, Farsari desenvolveu a venda dos álbuns fotográficos. O seu estúdio produzia fotografias sobre impressão em albumina em monocromático, sendo depois pintados à mão antes de serem colados nas folhas do álbum. Estas eram também decoradas à mão. Tal como os seus contemporâneos, Farsari numerava e legendava as fotografias nas imagens, normalmente com letras brancas em fundo negro.
Os álbuns fotográficos de Farsari vendiam-se muito bem, sobretudo aos estrangeiros que viviam no Japão ou que visitavam o país. Empregava excelentes artistas que coloriam, cada um deles, duas ou três imagens por dia. Farsari tinha atenção a que as cores fossem as mais próximas possível da realidade e a que fossem utilizados os melhores materiais para o efeito. Assim, a produção dos seus trabalhos era cara mas com qualidade apreciada e tornaram-se populares para os japoneses e os estrangeiros, ao ponto de Rudyard Kipling os mencionar após a sua visita a Yokohoma em 1889. No mesmo ano Farsari ofereceu um álbum de fotografias ao rei de Itália. Nos anos 1890 a excelente reputação do estúdio de Farsari dá-lhe a exclusiva possibilidade de fotografar os jardins imperiais em Tóquio.
Em 1891, "A.Farsari & Co." empregava 32 pessoas, entre as quais 19 artistas cujo trabalho era o de pintar.

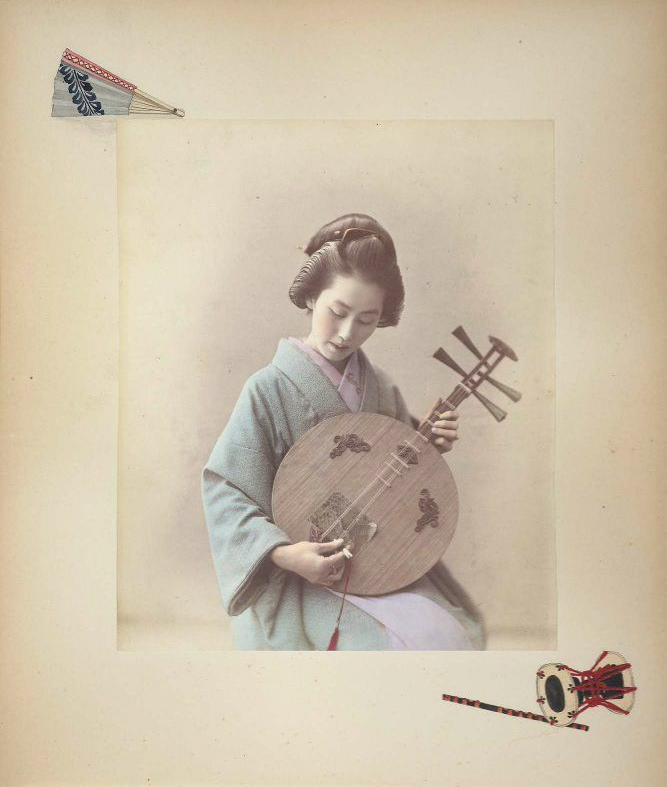
'Mulher tocando gekkin, de cerca de 1886.

Em 1885 Farsari teve uma filha, Kiku, de uma japonesa com quem não casara. Descrevia-se a ele mesmo como um misantropo, não se relacionando com quase ninguém, e a sua correspondência indicia que ele desejava cada vez mais voltar para a Itália . Procurava reencontrar a sua nacionalidade italiana que perdera com a sua emigração para os Estados Unidos e esperava ainda ser nomeado "cavaliere" (cavaleiro) e conseguir assim entrar na aristocracia italiana. Não se sabe se o conseguiu. No entanto, em abril de 1890, deixou o Japão partindo para a Itália com a sua filha. A 7 de fevereiro de 1898 Adolfo Farsari morreu em sua casa em Vicente.

### O destino de "A. Farsari & Co."
Após a sua saída do Japão em 1890, o seu estúdio continuou a funcionar e Farsari manteve-se o seu proprietário até 1901, quando Tsunetaro Tonokura tomou conta. Este, que Farsari conhecia desde 1870, tinha já há muito tempo gerido as operações jornalísticas do estúdio. Em 1904 Tonokura deixou a empresa para abrir o seu próprio estúdio e outro antigo funcionário de Farsari, Tokutaro Watanabe, tornou-se o novo proprietário, até ser substituído pelo antigo secretário Itomaro Fukagawa. Em 1906 a empresa foi finalmente registada como sociedade japonesa, e manteve-se em funcionamento até pelo menos 1917, e talvez até 1923, ano em que Yokohama foi devastado por um terramoto. "A. Farsari & Co." foi o último estúdio fotográfico a pertencer a um estrangeiro ainda em atividade no Japão.